# Odontolabis cuvera lunulata
Odontolabis cuvera lunulata es una subespecie de coleóptero de la familia Lucanidae.

## Distribución geográfica
Habita en la India.